# 1952-es magyar női röplabdabajnokság
Az 1952-es magyar női röplabdabajnokság a hetedik magyar női röplabdabajnokság volt. A csapatok területi (budapesti és megyei) bajnokságokban játszottak, a győztesek (Budapestről és egyes megyékből több helyezett is) az országos középdöntőben, majd az országos döntőben küzdöttek tovább a végső helyezésekért. Budapesten tizenkét csapat indult el, a csapatok egy kört játszottak. Az országos fordulókban is csak egy kör volt.

## Országos döntő
| #  | Csapat                 | M | Gy | V | Sz+ | Sz- | P |
| -- | ---------------------- | - | -- | - | --- | --- | - |
| 1. | Bp. Haladás            | 5 | 4  | 1 | 14  | 4   | 8 |
| 2. | Bp. Petőfi VTSK        | 5 | 4  | 1 | 12  | 4   | 8 |
| 3. | VM Háztartási Bolt     | 5 | 4  | 1 | 12  | 9   | 8 |
| 4. | Vasas Ganzvillamossági | 5 | 2  | 3 | 9   | 11  | 4 |
| 5. | Bp. Postás             | 5 | 1  | 4 | 7   | 12  | 2 |
| 6. | Diósgyőri Vasas        | 5 | 0  | 5 | 1   | 15  | 0 |

* M: Mérkőzés Gy: Győzelem V: Vereség Sz+: Nyert szett Sz-: Vesztett szett P: Pont

## Országos középdöntő
- Győr: 1. Vasas Ganzvillamossági 2, 2. Soproni Lokomotív 0 pont
- Pécs: 1. Bp. Haladás 6, 2. Pécsi Petőfi 4, 3. Kaposvári Kinizsi 2, 4. Nagykanizsai Lokomotív 0 pont
- Szeged: 1. Bp. Postás 6, 2. Szegedi Postás 4, 3. Békéscsabai Lokomotív 2, 4. Kiskunhalasi Lokomotív 0 pont
- Miskolc: 1. Diósgyőri Vasas 6, 2. Tatabányai Erőmű 4, 3. Salgótarjáni Vasas 2, 4. Egri Haladás 0 pont
- Nyíregyháza: 1. VM Háztartási Bolt 6, 2. Nyíregyházi Építők 4, 3. Debreceni Lokomotív 2, 4. Jászapáti Lokomotív 0 pont
- Budapest: 1. Bp. Petőfi VTSK 6, 2. Szombathelyi Lokomotív 4, 3. Gödöllői Fáklya 2, 4. Ajkai Vasas 0 pont

## Budapesti csoport
| #   | Csapat                         | M  | Gy | V  | Sz+ | Sz- | P  |
| --- | ------------------------------ | -- | -- | -- | --- | --- | -- |
| 1.  | Bp. Haladás                    | 11 | 10 | 1  | 31  | 6   | 20 |
| 2.  | VM Háztartási Bolt             | 11 | 9  | 2  | 27  | 10  | 18 |
| 3.  | Vasas Ganzvillamossági         | 11 | 9  | 2  | 27  | 10  | 18 |
| 4.  | Bp. Petőfi VTSK                | 11 | 8  | 3  | 19  | 10  | 16 |
| 5.  | Bp. Postás                     | 11 | 7  | 4  | 24  | 16  | 14 |
| 6.  | Bp. Dózsa                      | 11 | 6  | 5  | 19  | 18  | 12 |
| 7.  | Kinizsi Sörgyár                | 11 | 5  | 6  | 18  | 19  | 10 |
| 8.  | Csepeli Vasas                  | 11 | 5  | 6  | 18  | 22  | 10 |
| 9.  | Vasas Ganzvagon                | 11 | 4  | 7  | 18  | 25  | 8  |
| 10. | VL Kistext                     | 10 | 1  | 9  | 8   | 29  | 2  |
| 11. | Vasas Beloiannisz-gyár         | 11 | 1  | 10 | 6   | 31  | 2  |
| 12. | Előre Közlekedési Minisztérium | 10 | 0  | 10 | 1   | 30  | 0  |

* M: Mérkőzés Gy: Győzelem V: Vereség Sz+: Nyert szett Sz-: Vesztett szett P: Pont
Megjegyzés: A VL Kistext–Előre Közlekedési Minisztérium meccs eredménye hiányzik.